# Тысячное сельское поселение
Тысячное сельское поселение — муниципальное образование в Гулькевичском районе Краснодарского края России.
В рамках административно-территориального устройства Краснодарского края ему соответствует Тысячный сельский округ. 
Административный центр — посёлок Тысячный.

## Население
| 2010  | 2012  | 2013  | 2014  | 2015  | 2016  | 2017  |
| ----- | ----- | ----- | ----- | ----- | ----- | ----- |
| 2116  | ↘2103 | ↘2077 | ↗2083 | ↘2071 | ↘2047 | ↗2052 |
| 2018  | 2019  | 2020  | 2021  | 2023  |       |       |
| ↗2059 | →2059 | ↗2062 | ↗2066 | ↘2023 |       |       |

## Населённые пункты
В состав сельского поселения (сельского округа) входят 3 населённых пункта:
| № | Населённый пункт | Тип населённого пункта | Население (чел.) |
| - | ---------------- | ---------------------- | ---------------- |
| 1 | Тысячный         | хутор                  | ↘1814            |
| 2 | Братский         | хутор                  | ↘44              |
| 3 | Воздвиженский    | хутор                  | ↘258             |